# Kick (segelbåtsdel)

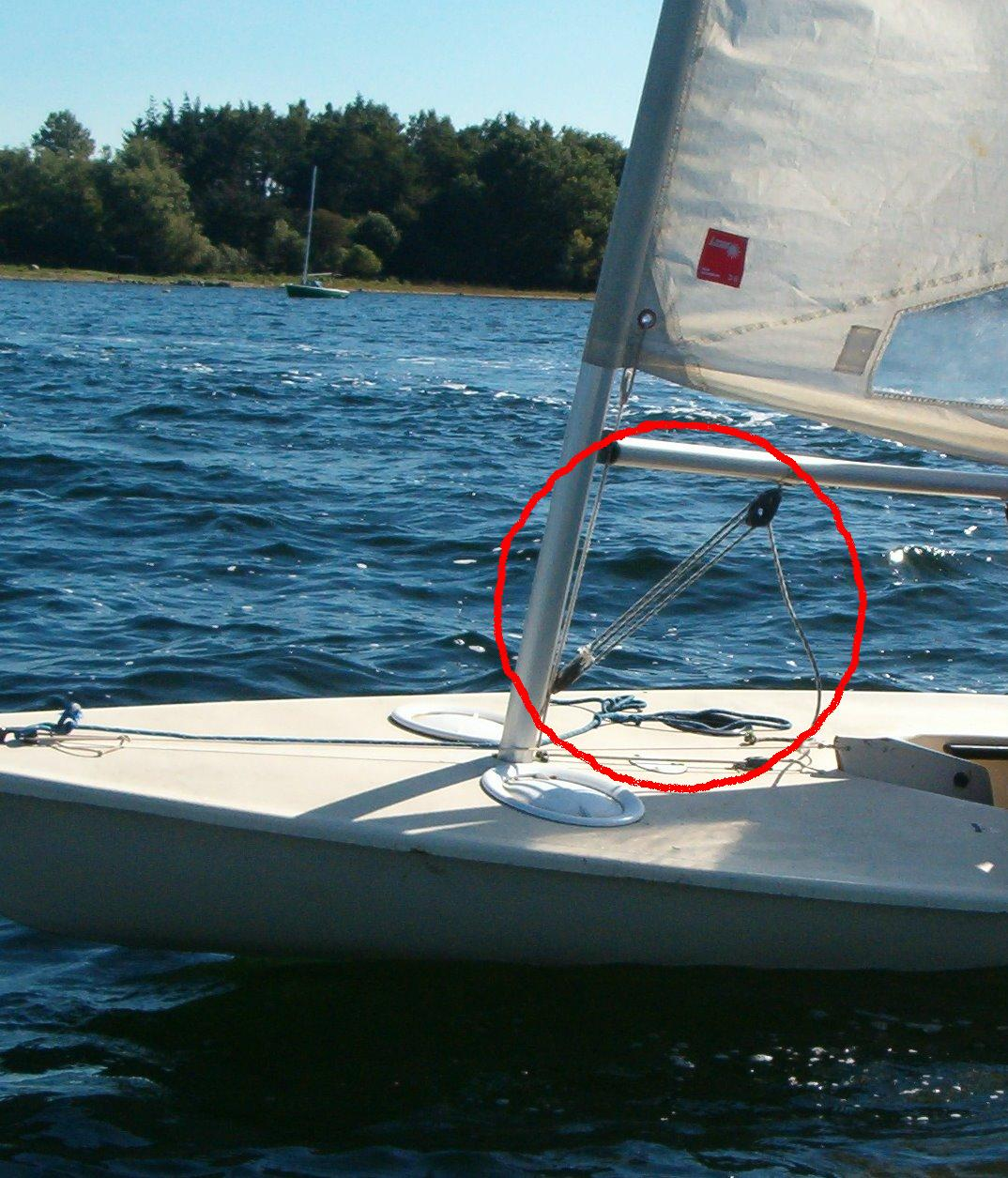
Kicken på en Laser.

Kick eller Kickstag är en anordning på segelbåtar som sitter mellan masten och bommen för att hindra bomnocken från att åka upp. Resultatet av att bomnocken åker upp samtidigt som skotet drar seglet mot vinden är att seglet förlorar sin buk. Vanligtvis sitter kicken fäst med ena änden på undersidan av bommen och den andra i masten nära mastfoten. På jollar är den oftast av tågvirke eller vajer och på kölbåtar ofta en aluminiumstång (rodkick) vars längd kan varieras, på stora båtar ibland hydrauliskt. En fördel med att använda en stång är att den även håller upp bommen när båten inte seglas. En annan lösning, som framförallt förekommer på moderna jollar, är en stång som istället sitter fäst på ovansidan av bommen och på masten ovanför bominfästningen. Den verkar istället genom att trycka nedåt.
Kicken används olika på olika båtar. På många båtar spänns kicken i hårdvind så att man kan släppa ut lite på skotet och samtidigt behålla formen på seglet. På andra båtar, som till exempel på E-jollen, löses detta istället med en väl tilltagen travare och då används kicken främst på undanvind. En jolle som länsar i hårdvind utan eller med en kick som inte är spänd blir mycket instabil.